# Mabellina
Mabellina Chickering, 1946 è un genere di ragni appartenente alla Famiglia Salticidae.

## Distribuzione
L'unica specie oggi attribuita a questo genere è endemica dello Stato di Panama.

## Tassonomia
La dizione Marbellina, presente in uno studio dell'aracnologo Roewer del 1955, è da considerarsi un lapsus.
A maggio 2010, si compone di una sola specie:
- Mabellina prescotti Chickering, 1946[2] — Panama